# 군것질
군것질(영어: snacking 스내킹[*])은 끼니 외에 과일이나 과자 따위의 군음식을 먹는 것이다. 이때 맛이나 재미, 심심풀이로 먹는 음식을 군것질거리, 스낵(주전부리) 등으로 부른다.

## 같이 보기
- 간식
- 경식
- 분식